# جانا کریمر
جانا کریمر (انگلیسی: Jana Kramer؛ زادهٔ ۲ دسامبر ۱۹۸۳) یک هنرپیشه اهل ایالات متحده آمریکا است. وی از سال ۲۰۰۲ میلادی تاکنون مشغول فعالیت بوده‌است.

## بخشی از فیلمشناسی
از فیلم‌ها یا برنامه‌های تلویزیونی که وی در آن نقش داشته‌است می‌توان به آثار زیر اشاره کرد.
- کلیک (فیلم ۲۰۰۶) (۲۰۰۶)
- شب پرام (فیلم ۲۰۰۸) (۲۰۰۸)
- آزاد (فیلم ۲۰۱۱) (۲۰۱۱)
- سی‌اس‌آی: نیویورک (۲۰۰۶)
- آناتومی گری (مجموعه تلویزیونی) (۲۰۰۸)
- ۹۰۲۱۰ (مجموعه تلویزیونی) (۲۰۰۸–۰۹)
- درمانگاه خصوصی (۲۰۰۹)
- دارودسته (مجموعه تلویزیونی) (۲۰۰۹)
- رقص با ستارگان (۲۰۱۶)